# Vladimir Arko
Vladimir Arko, hrvaški poslovnež, * 16. september 1888, Zagreb, † 6. junij 1945, Zagreb. 

Arko je končal trgovsko akademijo, nato ojnološke in pomološke študije v Klosterneuburgu pri Dunaju in agrarno šolo v San Michelu. Sodeloval je pri ustanavljanju mnogih bančnih in industrijskih podjetij. Sam je ustanovil in imel v lasti tovarno špirita, kvasa, etra, likerjev in konjaka in drugih kemijskih izdelkov. Svojo tovarno sodov je združil z drugimi podobnimi podjetji v  »Zagrebačko tvornico bačava d. d.«. Njegove industrijske naprave so se za tisti čas odlikovale po tehnični naprednosti. Arko je živel v Zagrebu, in tam sodeloval kot delničar v mnogih podjetjih. Bil je  predsednik: »Saveza tvornica i rafinerija špirita v Jugoslaviji«, »Slavenske banke d. d.«, zagrebške trgovske in obrtne zbornice in podpredsednik zagrebške borze. Leta 1914 se je poročil z edino hčerko  Ivana Tavčarja, Josipino (Pipo) Tavčar (1891-1974).